# سارگپه هیمالیایی
سارگپه هیمالیایی (نام علمی: Buteo burmanicus) نام یک گونه از سرده سارگپه است.